# Wagner Cotroni Valenti

## Wagner Cotroni Valenti
Wagner Cotroni Valenti (São Paulo - SP, Brasil, 11 de outubro de 1958) é um biólogo e pesquisador sênior brasileiro, professor na Universidade Estadual Paulista (Unesp), Brasil. Especialista em aquicultura e biologia aquática, é conhecido principalmente por seu trabalho com camarões de água doce e aquicultura sustentável.

## Carreira
Valenti é pesquisador nível 1A (máximo) do Conselho Nacional de Desenvolvimento Científico e Tecnológico (CNPq).
 E, desde 1981, ele tem contribuído para a área por meio de pesquisa, ensino e desenvolvimento de políticas públicas.
Wagner Valenti foi o primeiro brasileiro a ocupar o cargo de vice-presidente da World Aquaculture Society (WAS), a Sociedade Mundial de Aquicultura, organização global com sede nos Estados Unidos, tendo sido eleito em 2003, para um mandato de um ano. Também foi diretor (2005-2008) da  msma associação, organização global sediada nos Estados Unidos.  
Em 2021, 2022 e 2023 Wagner Cotroni Valenti foi listado entre os 2% dos cientistas mais influentes do mundo no campo da aquicultura, segundo o ranking da Universidade de Stanford.
Em 2014, Valenti tornou-se o primeiro pesquisador brasileiro a receber um título mundial na área de Aquicultura. Ele foi agraciado com o título de Fellow da WAS, na Austrália, em reconhecimento às suas contribuições para a aquicultura mundial.

## Formação Acadêmica
Wagner Valenti possui graduação (1980), mestrado (1984) e doutorado (1989) em Ciências Biológicas pela USP. Iniciou sua carreira como professor da Unesp em 1986, onde atuou em diversas funções administrativas e acadêmicas. Foi um dos fundadores do Centro de Aquicultura da Unesp (Caunesp) em 1988 e seu diretor entre 1993 e 1997 Também desempenhou papel central na criação do programa de pós-graduação em Aquicultura, lançado em 1990, sendo seu coordenador entre 1998 e 2001.
Valenti foi chefe do Departamento de Biologia Aplicada da Faculdade de Ciências Agrárias e Veterinárias do câmpus de Jaboticabal da Unesp, entre 2005 e 2009. Ele também liderou a criação do Instituto de Estudos Avançados do Mar (IEAMar) e foi diretor do Campus do Litoral Paulista da mesma universidade entre 2013 e 2015, transformando-o em uma unidade universitária plena e criando o programa de pós-graduação em Biodiversidade Aquática. Entre 2018 e 2021, Valenti foi diretor da Agência Unesp de Inovação, promovendo o desenvolvimento de patentes, inovações sociais e a criação de startups tecnológicas.

## Atuação Internacional e Prêmios
Além de sua atuação na Unesp, Valenti foi professor visitante na Universidad de Buenos Aires e consultor de instituições internacionais como o Departamento de Agricultura dos Estados Unidos (USDA), o Conselho Nacional de Pesquisas Científicas e Técnicas da Argentina (CONICET) e o Programa Iberoamericano de Ciência e Tecnologia para o Desenvolvimento (CYTED).
Wagner Cotroni Valenti realiza pesquisas sobre aquicultura no Brasil, visando o desenvolvimento de práticas sustentáveis e tecnologias inovadoras no cultivo de camarões, peixes e outros organismos aquáticos.
Durante sua carreira, ele ocupou diversos cargos em organizações científicas, incluindo o de editor associado do Journal of the World Aquaculture Society de 1999 a 2015. Atualmente, é editor executivo do periódico Aquaculture Reports (Elsevier) e editor-chefe da seção Sustainable Aquaculture do periódico Fishes da MDPI.
Em 2000, Valenti editou em Oxford o livro Freshwater Prawn Culture The Farming of Macrobrachium rosenbergii, referência internacional sobre cultivo de camarões de água doce, coordenando o trabalho de 32 especialistas de quatro continentes. É autor também dos livros Freshwater Prawns Biology and Farming e Aquicultura no Brasil: Bases para um Desenvolvimento Sustentável.
Ele coordenou ainda a participação da Unesp no projeto AquaVitae, uma iniciativa de pesquisa internacional financiada pela União Europeia por meio do programa Horizonte 2020. 
Wagner Valenti também é conhecido por sua trajetória em programas de pós-graduação, nos quais orienta doutorandos e mestres, contribuindo para a formação de novos pesquisadores. Ele também colabora com projetos de transferência de tecnologia para a indústria de aquicultura e tem envolvimento em projetos de pesquisa colaborativa entre diversas instituições de ensino e pesquisa.  

## Publicações e Palestras
Valenti publicou mais de 200 artigos, livros e capítulos sobre aquicultura e biologia de organismos aquáticos. Ele também coordenou projetos voltados à aquicultura sustentável, liderando uma rede de pesquisa para desenvolver indicadores de sustentabilidade para sistemas de produção aquícola. Participou de mais de 50 conferências nacionais e internacionais como palestrante principal, além de orientar doutorandos e mestres e colaborar em projetos de transferência de tecnologia para a indústria de aquicultura.

## Inovação e Empreendedorismo
Além de sua produção acadêmica, Valenti tem se destacado por sua atuação no campo da inovação tecnológica e empreendedorismo. Ele depositou várias patentes no Instituto Nacional da Propriedade Industrial (INPI) entre elas o de um Sistema de Produção de Macroalga Hypnea pseudomusciformis e Uso da Mesma; o de um Método Integrado de Cultura do Peixe Lambari-do-Rabo-Amarelo, Camarão-da-Amazônia e o Peixe Curimbatá; e o de um Processo de Produção de Pós-Larvas do Camarão-da-Amazônia..
Ele também registrou softwares científicos, como o Zhenit: Sistema Ágil para Gestão da Inovação em NIT's e um programa de computador, que identifica e analisa a fauna acompanhante da pesca do camarão, além de ter fundado  startups voltadas para a aquicultura sustentável.
Suas pesquisas em Aquicultura enfatizam o planejamento e avaliação da sustentabilidade dos sistemas de produção aquícola, com ênfase na bioeconomia e economia circular, incluindo estudos de cadeias produtivas com abordagens sociais, econômicas e ecológicas, bem como balanços de nutrientes e energia e suas interações com o ambiente.
Além disso, Wagner Valenti desenvolveu sistemas para larvicultura e engorda  de espécies de crustáceos, que têm sido usado em fazendas no Brasil e em outros países da América Latina. Na última década, ele liderou três redes de pesquisa envolvendo várias instituições, para desenvolver tecnologia para a produção sustentável de uma espécie amazônica selvagem, Macrobrachium amazonicum, e, como resultado, a espécie começou a ser cultivada no Brasil.

## Contribuições para a Política Nacional de Aquicultura
Nas décadas de 1990 e 2000, Valenti desempenhou um papel importante na formulação das políticas nacionais de pesquisa e fomento da aquicultura no Brasil. Em 1995, foi idealizador do comitê assessor de Aquicultura do Conselho Nacional de Desenvolvimento Científico e Tecnológico (CNPq), do qual participou de três gestões, nos períodos de 1996-1999, 2001-2003 e 2017-2020.